# Поланур (Сернурський район)
Полану́р (рос. Поланур, марій. Поланур) — присілок у складі Сернурського району Марій Ел, Росія. Входить до складу Сернурського міського поселення.

## Населення
Населення — 117 осіб (2010; 105 у 2002).
Національний склад (станом на 2002 рік):
- марі — 82 %